# Burchard III. (Magdeburg)
Burchard III., auch Burkhard III., († 21. September 1325 in Magdeburg) war von 1307 bis 1325 Erzbischof von Magdeburg. Er war Graf von Schraplau.

## Leben
Burchard stammte aus der Nebenlinie Schraplau der Edlen Herren von Querfurt. Sein gleichnamiger Vater starb 1303, seine Mutter Oda war eine Gräfin von Buchau. Vater und Sohn führten beide den Beinamen Lappe. 
Nach dem Tode Erzbischof Heinrichs 1307 wurde Burchard, der 1301 urkundlich als Magdeburger Scholastiker vorkommt und mindestens seit 1294 dem Domkapitel angehörte, zum Erzbischof gewählt. Als er von Papst Clemens V. das Pallium empfangen hatte, kehrte er Anfang Mai 1308 nach Magdeburg zurück. Er gilt als Mann von rücksichtsloser Energie, dessen Bestreben darauf ausging, die Macht des Erzstifts und des Erzbischofs nach außen und nach innen auf jede Weise zu heben und zu kräftigen. Die Stadt Magdeburg geriet bald, obwohl sie ihm gleich nach seiner Wahl und dann wieder nach seiner Rückkehr ansehnliche Geschenke gemacht und ihn auch auf einem Zuge gegen die erzstiftischen Ministerialen nach Neugattersleben unterstützt hatte, mit ihm wegen Auflage neuer Steuern, insbesondere auf Bier, in heftigen Streit. Auch von anderer Seite erwuchsen ihm durch sein rücksichtsloses Vorgehen Schwierigkeiten. 
Bereits 1308 war ihm sowie den Erzbischöfen von Mainz, Köln und Trier von Seiten des Papstes Clemens V. der Auftrag geworden, eine Untersuchung gegen die Tempelherren einzuleiten. Die Bulle vom 10. Dezember 1310 bestimmte, dass er die in und bei der Magdeburger Diözese gelegenen Güter der Tempelherren bis auf weitere Anordnung sequestrieren solle. 
1311 müssen neue Streitigkeiten zwischen ihm und der Stadt Magdeburg ausgebrochen sein. Ein großer Teil der Salzpfannen in dem etwa zwei Meilen entfernt gelegenen Salze gehörte Magdeburger Bürgern. Bis dahin war die Salzfabrikation und Ausfuhr abgabenfrei gewesen. Burchard belegte jetzt beides mit einer Abgabe, erbaute in Salze eine Feste und schädigte von hier aus die Magdeburger vielfach. Auch in anderen Magdeburg nahgelegenen Ortschaften wurden Festen errichtet. Viele Bürger wurden von ihm gefangen genommen und nur gegen hohes Lösegeld in Freiheit gesetzt. 
Als Burchard III. am 29. August 1325, von seinem Schloss Wolmirstedt kommend, in Magdeburg einritt, wurde er gefesselt und in seinem Palast sorgsam bewacht. In der Nacht zum 21. September wurde er auf Veranlassung des Rates in den neuen Ratskeller gebracht, wo ihn seine Wächter erschlugen. Die Stadt Magdeburg wurde für diese Tat in Acht und Bann getan. -- Der Leichnam Burchards wurde erst am 19. August 1326 im Magdeburger Dom beigesetzt.